# Педько, Василий Фёдорович
Василий Фёдорович Педько (1920—1943) — ефрейтор Рабоче-крестьянской Красной Армии, участник Великой Отечественной войны, Герой Советского Союза (1943).

## Биография
Василий Педько родился в 1920 году в селе Коврай (ныне — Золотоношский район Черкасской области Украины). После окончания неполной средней школы работал в колхозе. В 1940 году Педько был призван на службу в Рабоче-крестьянскую Красную Армию. С 1941 года — на фронтах Великой Отечественной войны.
К сентябрю 1943 года гвардии ефрейтор Василий Педько был сапёром 92-го гвардейского отдельного сапёрного батальона 81-й гвардейской стрелковой дивизии 7-й гвардейской армии Степного фронта. Отличился во время битвы за Днепр. В ночь с 24 на 25 сентября 1943 года Педько совершил 14 рейсов через Днепр в районе села Бородаевка Верхнеднепровского района Днепропетровской области Украинской ССР, переправив большое количество советских бойцов и командиров. Во время очередного рейса Педько погиб. Первоначально был похоронен в селе Орлик Кобелякского района Полтавской области Украины, однако перед затоплением этого села водохранилищем перезахоронен в селе Радянское того же района.
Указом Президиума Верховного Совета СССР от 26 октября 1943 года за «образцовое выполнение боевых заданий командования на фронте борьбы с немецкими захватчиками и проявленные при этом мужество и героизм» гвардии ефрейтор Василий Педько посмертно был удостоен высокого звания Героя Советского Союза. Навечно зачислен в списки личного состава воинской части. Также был награждён орденом Ленина и двумя медалями.